# Szojuz TM–9
Szojuz TM–9 orosz háromszemélyes, de két űrhajóst szállító negyedik generációs űreszköz, a 6. hosszútávú expedíció tagjait vitte a Mir űrállomásra.

## Küldetés
Az űrhajó csatlakozását követően mentőegységként, illetve visszatérő eszközként került alkalmazásra. A 8., személyzettel ellátott űrvállalkozás. Az űrhajó felépítése, technikai adatai megegyeznek a Szojuz TM–1 űreszközzel.

## Jellemzői
1990. február 11-én a bajkonuri űrrepülőtér indítóállomásról egy Szojuz–U2 típusú hordozórakétával juttatták Föld körüli, közeli körpályára. Kétnapos önálló repülést követően február 13-án csatlakozott a Mir űrállomáshoz. Az orbitális egység pályája 92,2 perces, 51,6 fokos hajlásszögű, elliptikus pálya-perigeuma 373 kilométer, apogeuma 387 kilométer volt. Tömege 7150 kilogramm. Az űrhajó összesen 179 napot, 1 órát, 17 percet és  57 másodperc töltött a világűrben. Szolgálati ideje alatt 2895 alkalommal kerülte meg a Földet.
Dokkolásnál, a külső kamerák segítségével észlelték, hogy az űrhajót fedő termikus takarók (rétegfólia vákuum-árnyékoló) közül három meglazult, ami veszélyeztette a működést (lehűlés, páralecsapódás miatti zárlat), a biztonságot (a robbanópatronok nem tudják leválasztani a visszatérő kapszulát). Mentőeszközként a Szojuz TM–10 űrhajót megkezdték előkészíteni. Július 17-én 7 óra 16 perces űrséta alkalmával két takarót sikerült helyreállítani, egyben a patronok működését gátló sérült takarót eltávolították. A visszatérő modul nem szenvedett kárt, a leereszkedés zavartalan volt.
Teherűrhajó szállította június 10-én a  helyszínre a kutatási anyagokat, élelmiszer-konténereket, az ipari feldolgozó egységeket (Krater 3-,  Optizon 1-, Zona 02-,  Zona 03). Az űrállomáson különböző tudományos munkákat végeztek: Föld-megfigyelés, geofizikai, kísérletek különböző anyagokkal (Mir laboratorium), biológiai és biotechnológiai műveletek, kísérletek. Szolgálati idejük alatt július 26-án 3 óra 31 perces karbantartó, javító munkálatokat végeztek. Első alkalommal került sor kereskedelmi termelésre (egy amerikai elektronikai cég megrendelésére) – legmagasabb minőségű kristályok, illetve protein előállításával (25 millió rubel értékben).
1990. augusztus 9-én földi parancsra belépett a légkörbe és hagyományos – ejtőernyős leereszkedés – módon Arkalik (oroszul: Арқалық) várostól 70 kilométerre sikeresen visszatért a Földre.

## Személyzet

### Felfelé
- Anatolij Jakovlevics Szolovjov kutatásfelelős parancsnok
- Alekszandr Nyikolajevics Balangyin fedélzeti mérnök

### Tartalék személyzet
- Gennagyij Mihajlovics Manakov kutatásfelelős parancsnok
- Gennagyij Mihajlovics Sztrekalov fedélzeti mérnök